# Trichys fasciculata
Trichys fasciculata là một loài động vật có vú trong họ Nhím lông Cựu Thế giới, bộ Gặm nhấm. Loài này được Shaw mô tả năm 1801. Đây là loài duy nhất trong chi Trichys được tìm thấy ở Brunei, Indonesia, và Malaysia.